# Papierbohren

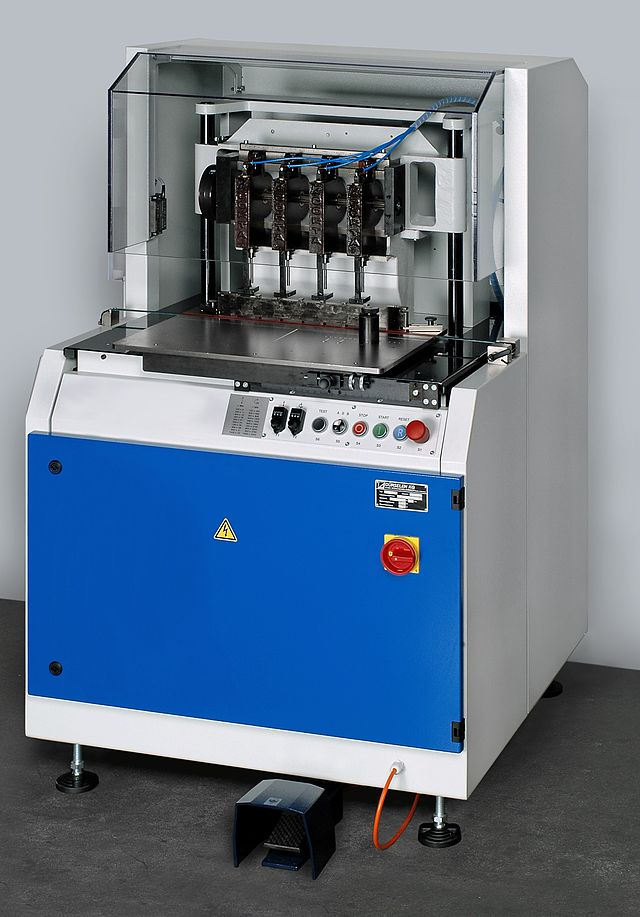
Papierbohrmaschine

Papierbohren ist ein Verfahren, das in industriellen Buchbindereien zum Einsatz kommt und dazu dient, große Mengen von Papier in Form von losen Blättern oder gebundenen und gehefteten Broschüren mit Löchern zu versehen. Die Löcher dienen in der Regel der Aufbewahrung und Befestigung (Abheften), seltener dekorativen Zwecken.

## Begriffe
Papierbohren ist ein Fertigungsverfahren zum Lochen von Papierstapeln. Zu diesem Zweck werden Papierbohrmaschinen eingesetzt.
 Papierbohrmaschine ist die allgemeine Bezeichnung für manuelle, elektrische und automatische Maschinen zum Lochen von Papierstapeln. Als Papierbohrsystem wird eine automatische Papierbohrmaschine bezeichnet, die mehrere Arbeitsgänge in einem durchgehenden Arbeitsablauf zusammenfasst.
Der Ausdruck Papierbohrer bezeichnet normalerweise die Werkzeuge, die zum Papierbohren eingesetzt werden. Selten wird Papierbohrer auch als Synonym für Papierbohrmaschine verwendet.

## Technik des Papierbohrens
Papierbohren ist eine Methode, Papierstapel oder anderes Material mit runden Löchern zu versehen. Für diesen Zweck werden hohle Papierbohrer in eine angetriebene Spindel geklemmt und so durch den Stapel gefahren. Papierbohrer werden für unterschiedliche Lochdurchmesser und mit verschiedenen Beschichtungen angeboten.
Im Gegensatz zum Stanzen (wie beim Bürolocher) können beim Papierbohren nicht nur wenige Blätter verarbeitet werden, stattdessen kann eine Papierbohrmaschine einen ganzen Stapel in einem Arbeitsgang bohren. Abhängig vom Modell werden entweder die Papierbohrer von oben nach unten durch den Stapel gefahren oder der Tisch der Papierbohrmaschine wird nach oben bewegt.
Eine Papierbohrmaschine kann mit unterschiedlich vielen Spindeln bestückt sein, von denen jede in einen Bohrkopf eingebaut ist. Die Bandbreite der Modelle beginnt bei Ein- und Zweispindel-Papierbohrmaschinen für kleine Auflagen und den Einsatz im Büro und reicht bis zu programmierbaren Papierbohrmaschinen mit mehr als 20 Spindeln oder Bohrköpfen.

## Der Papierbohrer

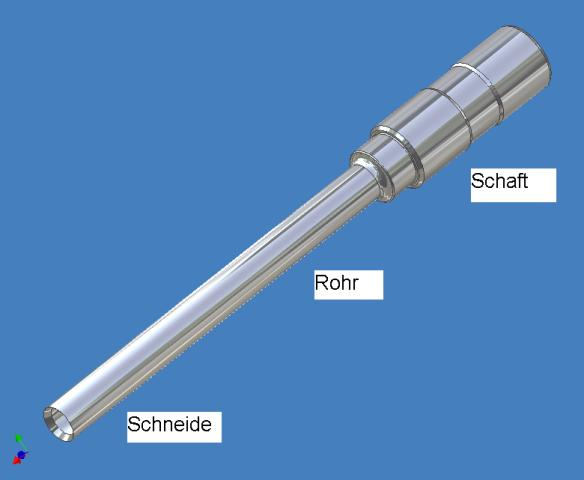
Papierbohrer mit 11er-Schaft

Papierbohrer bohren kreisrunde Löcher ab 2 mm Durchmesser (D) in flächiges, dünnes und in der Regel gestapeltes Material, wie zum Beispiel Papier, Kunststoff- oder Metallfolie, Leder, Stoff oder Gummi.
Je nach Bohrdurchmesser sind bei einem drehenden Werkzeug Bohrtiefen von ca. 10 × D möglich. Beim Stanzen sind Papierbohrer kürzer und dickwandiger ausgeführt und werden wegen des seitlich austretenden Kanals für die Papierscheibchen auch als Lochpfeifen bezeichnet. Hier sind Stanztiefen bis zu 5 × D möglich. Handelsübliche Schreibtisch-Locher erreichen maximal 1 × D.
Die einzelnen Bestandteile eines Papierbohrers sind die Schneide, das Rohr und der Schaft, der zum Spannen dient. Je nach Maschinenhersteller gibt es unterschiedliche Schaftformen. Die für europäische Maschinenhersteller üblichen Standards sind die zylindrischen 11er-, 16er- und 24er-Schäfte. Äußerlich unterscheiden sich Papierbohrer kaum voneinander, hingegen aber bestehen Unterschiede hinsichtlich der verwendeten Werkzeugstahlsorten, Innengeometrien, Wanddickenverhältnisse und Oberflächenbeschaffenheiten, wodurch die Gebrauchseigenschaften wesentlich bestimmt werden.

### Funktionsweise eines Papierbohrers
Kategorisch betrachtet ist ein Papierbohrer ein Hohlbohrer, wohingegen ein Hohlbohrer aber Vollmaterial (Stahl, Stein, Glas, …) im unmittelbaren stirnflächigen Bereich der Bohrkrone mit geometrisch definierten oder undefinierten Schneiden zerspant bzw. zerkleinert. Beim gewöhnlichen Hohlbohrer bleibt außer dem zerkleinerten Bohrgut immer noch ein zylinderförmiger Stumpf des Bohrguts im Hohlbohrer übrig.
Papierbohrer besitzen hingegen eine Ringschneide, die das Material entlang dieser Schneide kreisförmig teilt. Das flächige Bohrgut muss danach in der sich verjüngenden Schneide kalottenförmig umgeformt und allein durch den Bohrdruck nach oben durch das Rohr abtransportiert werden. Hinter dem Schaft befindet sich eine Öffnung in der Spindel, aus der das Bohrgut nach außen abgeführt werden kann.
Papierbohrer arbeiten trocken, damit das Bohrgut nicht beschädigt wird. In schwierigen Fällen und im Dauereinsatz haben sich beschichtete Bohrer sowie Luftkühlung und Minimalmengensprühschmiersysteme bewährt. In seltenen Fällen wird auch Wachspapier als oberste Lage zum Schmieren eingesetzt. Wenn ein Papierbohrer stumpf wird, muss er rechtzeitig und sehr sorgfältig nachgeschliffen werden. Neue, patentierte Systeme sind darauf ausgelegt, nur den vorderen Schneidenbereich zu ersetzen und das Nachschleifen entweder als professionelle Dienstleistung anzubieten oder ganz darauf zu verzichten.

## Anwendungen – Produkte und Materialien
Gängige Anwendungen beim Papierbohren sind zum Beispiel verschiedene Abheftlochungen für Ordner und Ringbücher, Lose-Blatt-Werke, Lochreihen für Drahtkammbindung und Anhänge-Etiketten. Bei vielen Produkten, die mit einer Papierbohrmaschine verarbeitet werden, handelt es sich um Schreibwaren wie zum Beispiel Schreibblocks oder Ringbucheinlagen. Darüber hinaus gehören Kataloge, Broschüren und Bedienungsanleitungen zu den häufig verarbeiteten Produkten. Eine moderne Papierbohrmaschine kann neben verschiedenen Papiersorten (zum Beispiel Offsetpapier, Recycling-Papier, matt und glänzend gestrichene Papiere, unterschiedliche Grammaturen) auch viele andere Materialien wie Plastikfolien und Pappe verarbeiten.

## Anwender von Papierbohrmaschinen
Papierbohrmaschinen kommen regelmäßig in industriellen Buchbindereien, Druckereien mit eigener Weiterverarbeitung, In-House-Druckereien und Copy-Shops zum Einsatz. Abhängig vom Aufgabenspektrum und von der Auflagenhöhe setzen diese Unternehmen verschiedene Typen von Papierbohrmaschinen ein – von einfachen, handbetriebenen Ein- und Zweispindel-Papierbohrmaschinen als Tischmodell über klassische Vierspindelmaschinen mit elektrischem Hub bis hin zu automatischen, integrierten Papierbohrsystemen. Diese Hochleistungs-Papierbohrmaschinen können in einer Produktionslinie mit anderen Maschinen eingesetzt werden.

## Konfetti
Zur Herstellung von runden Konfetti werden Kreisscheiben mit 6–30 mm Durchmessern aus Papier oder Kunststofffolie durch Bohren oder Stanzen hergestellt. Überlappen die materialsparend eng platzierten, hintereinander ausgeführten Kreisbohrungen, entstehen auch unregelmäßig geformte Scheibchen – einerseits in der Form einer teilverfinsterten Sonne, andererseits kreuzförmig als Restfläche zwischen vier Bohrungen.